# John Lordan
John Charles Lordan (Murragh, 29 giugno 1876 – Cambridge, 1937) è stato un maratoneta statunitense.

## Carriera
Lordan partecipò tre volte alla maratona di Boston. Nel 1901 giunse quinto, nel 1902 giunse terzo mentre nel 1903 riuscì ad uscire vincitore dalla gara sconfiggendo Sammy Mellor e Mike Spring.
Nel 1904, prese parte alla maratona ai Giochi olimpici di Saint Louis 1904, senza però riuscire a completarla.

## Altre competizioni internazionali
1903
- Oro alla Maratona di Boston - 2h41'29"